# منارة كيب هاتيراس
منارة كيب هاتيراس (بالإنجليزية: Cape Hatteras Lighthouse)‏ هي منارة تقع على جزيرة هاتيراس في أوتر بانكس في مدينة بوكستون بولاية كارولاينا الشمالية، وهي جزء من شاطئ كيب هاتيراس الوطني.
يصل ارتفاع منارة كيب هاتيراس إلى 210 قدم ما يجعلها أطول منارة مبنية من الطوب في الولايات المتحدة والثانية في العالم.  نظرًا لأن قاعدتها تقع على مستوى سطح البحر تقريبًا، فهي تحتل المرتبة 15 في قائمة أعلى المنارات في الولايات المتحدة، حيث أن جميع المنارات التي سبقتها بنيت على أرض مرتفعة. 

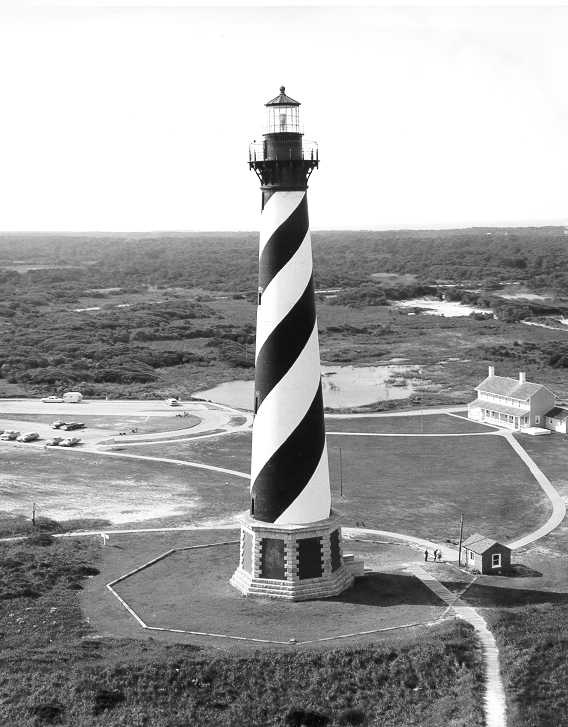
كيب هاتيراس لايت ، أرشيف USCG

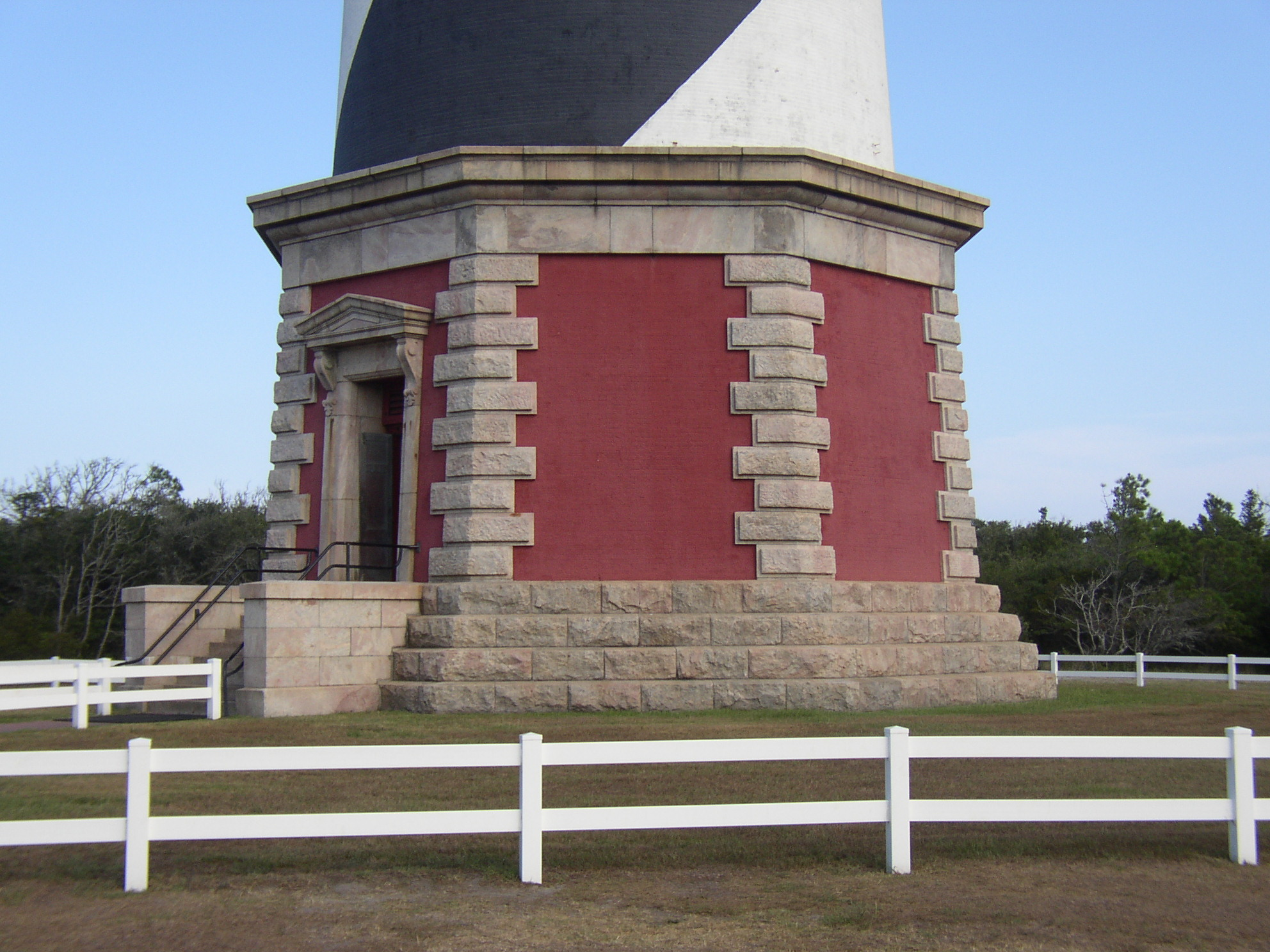
قاعدة منارة كيب هاتيراس بعد تغيير مكانها.